# Coluezi
Coluezi (em francês: Kolwezi) é a capital da província de Lualaba, na República Democrática do Congo. Localiza-se no sudeste do país e fazia parte da antiga província de Catanga. Tem cerca de 456 446 habitantes.
Sua principal saída logística é feita pelo Caminho de Ferro de Benguela, que além de a ligar a Mutshatsha e ao Casaji (oeste) e ao Tenque (leste), escoa o minério de suas riquíssimas minas até o porto do Lobito, em Angola.